# Sarcophaga par
Sarcophaga par är en tvåvingeart som beskrevs av Zumpt 1954. Sarcophaga par ingår i släktet Sarcophaga och familjen köttflugor. Inga underarter finns listade i Catalogue of Life.